# Otto (Komponist)
Signor Otto (Vorname unbekannt, bl. um 1770) war ein Komponist der frühen Klassik.

## Leben und Werk
Unter dem Namen „dell Signe Otto“ ist ein dreisätziges Instrumentalkonzert für Trompete und Orchester in Es-Dur überliefert, das auf die Zeit um 1770 datiert wird. Gemeinsam mit einem anderen Trompetenkonzert eines gleichfalls unbekannten „Signor Laue“ ist es in einer Abschrift in der Fürst zu Bentheimschen Musikaliensammlung Burgsteinfurt erhalten. Es kann nachvollzogen werden, dass der Trompeter der Hofkapelle namens Preger (oder Präger) die Abschriften der beiden Konzerte im Auftrag von Graf Ludwig zu Bentheim und Steinfurt bestellt hatte, die im Dezember 1803 aus Gotha in die fürstliche Musikaliensammlung gesandt wurden. Da einer handschriftlichen Notiz zu entnehmen ist, dass die Konzerte bis Juli 1804 noch nicht gespielt wurden, Preger andererseits die Kapelle bereits im Oktober 1804 verließ, kann eine mögliche Aufführung höchstens im Sommer 1804 stattgefunden haben. Allerdings machen die Notenhandschriften einen äußerlich ziemlich unberührten Eindruck, so dass man auch vermuten könnte, dass die Konzerte nie im Steinfurter Bagno zu Gehör gebracht wurden. Die Manuskriptstimmen weisen eine auffällige Fehlerhäufigkeit von falschen Notenhöhen und -werten sowie falschen Pausenzahlenwerten auf, die das Lesen und Musizieren aus den Abschriften enorm erschwert haben dürften.
Ansonsten ist derzeit zu Ottos Leben nichts bekannt. Seit der Ersteinspielung des Konzerts 1981 ist Otto in den meisten modernen Veröffentlichungen ohne erkennbare Quellen unter der Namensform Luigi Otto angeführt. Das Répertoire International des Sources Musicales (RISM) setzt Otto mit einem Johann (Giovanni) Otto gleich, von dem in der Herzog August Bibliothek in Wolfenbüttel die Stimmen zweier Sinfonien überliefert sind, ohne dass diese Zuschreibung gesichert wäre. Auch bei anderen in Frage kommenden Namensträgern wie dem Komponisten Franz Otto (1730–1805) aus Glatz (Schlesien), dem Liederkomponisten Carl Otto aus Mainz oder dem Augustiner-Chorherren Laurentius Justinianus Ott (1748–1802) gibt es keine Hinweise, die eine Zuschreibung des Trompetenkonzerts erlauben würden.
Das Konzert, das spieltechnisch zu den schwierigsten der gesamten barocken und klassischen Trompetenliteratur gehört, wurde von namhaften Trompetenviruosen wie Maurice André, Ludwig Güttler, Otto Sauter und Krisztián Kováts auf Tonträgern eingespielt.

## Werke
- Concerto a trompete solo, violino primo, violino secondo, oboe primo, oboe secondo, corno primo, corno secondo, viola et basso. Manuskript (Stimmabschriften) um 1800 in der Fürst zu Bentheimschen Musikaliensammlung Burgsteinfurt,[13] heute Universitäts- und Landesbibliothek Münster.[14]

## Werkausgaben
- Ludwig Güttler (Hrsg.): Concerto in Es für Trompete (Clarino) und Orchester / dell Sige Otto. Klavierauszug (= FH 2427). Friedrich Hofmeister, Hofheim 1998, ISMN 979-0-2034-2427-7 (Suche im DNB-Portal). Auch Aufführungsmaterial (= FH 15046, nur Leihmaterial).
- John Wallace, Simon Wright (Hrsg.): Luigi Otto: Trumpet Concerto in E♭. Partitur. (= BWP 4104S). Brass Wind Publications, Oakham 1998 (auch Klavierauszug, BWP 4104D, Orchesterstimmen BWP 4104SP).[15]
- Edward H. Tarr, Arne Thielemann (Hrsg.): Johann Otto (Mitte 18. Jhdt.): Concerto Es-Dur (um 1770) für Trompete, 2 Hörner, 2 Oboen, Streicher & Basso continuo. Partitur (= Brass collection. 50372). Musikverlag Martin Schmid, Nagold 2014 (auch Klavierauszug, Brass collection. 50373).

## Aufnahmen/Tonträger
- Vier Trompetenkonzerte. Luigi Otto / Francesco Barsanti / Giovanni Albinoni / Georg Friedrich Händel. Maurice André, Württembergisches Kammerorchester, Jörg Faerber. His Master’s Voice 1C 067-03 974 T, 1981.[5]
- Klassische Trompetenkonzerte, Vol. 2. Luigi (?) Otto, Johann Melchior Molter, Franz Xaver Richter, Johannes Matthias Sperger. Ludwig Güttler, Neues Bachisches Collegium Musicum zu Leipzig, Max Pommer. ETERNA 7 25 147, 1988. Auch: Capriccio 10 051, 1988.[8]
- Wiederentdeckter Barock – Fünf Trompetenkonzerte aus der Minter Sammlung Vol. 1. Joh. Samuel Endler, Joseph Riepel, Luigi (?) Otto, Franz Xaver Richter. Otto Sauter, John Wallace, Rudolf Köpp, Philharmonisches Staatsorchester Bremen, Simon Wright. G.I.B. Classics 383 7501 2, 1996.[9]
- World of Baroque (Vol. 2). Werke von Johann Melchior Molter, Johann Georg von Reutter, Luigi Otto, Joseph Riepel, Carl Friedrich Christian Fasch. Otto Sauter, Kenji Tamiya, Capella Istrapolitana, Volker Schmidt-Gertenbach. EMI Classics 7243 5 57021 2 2, 2000.[10]
- The Mystery of the Natural Trumpet. Werke von Johann Stamitz, Joseph Riepel, Johannes Matthias Sperger, Laue (hier Johann Georg Lang gleichgesetzt), Johann Otto. Krisztián Kováts, L’arpa festante, Christoph Hesse, Rien Voskuilen. cpo 555 144-2, 2020.[11][12]